# Continuum thermohygrométrique
 (février 2025).
Si vous disposez d'ouvrages ou d'articles de référence ou si vous connaissez des sites web de qualité traitant du thème abordé ici, merci de compléter l'article en donnant les références utiles à sa vérifiabilité et en les liant à la section « Notes et références ».
Les conditions climatiques instantanées d'un lieu se décrivent en termes de température et d’hygrométrie relative, sachant que la capacité de l'air à absorber de la vapeur d'eau augmente avec sa température (tant qu'il n'est pas saturé en vapeur d'eau). On parle donc de couple thermohygrométrique.
Pour l'écologue ou le cartographe, dans un paysage, un continuum thermohygrométrique désigne une aire ou un habitat (dans le sol, le sous-sol, au niveau du sol et jusqu'à la canopée) caractérisés par une relative homogénéité du couple « température × hygrométrie ». C'est de ce couple que dépend le point de rosée ou point de givrage.
Ces deux paramètres liés ont une grande importance écologiques pour beaucoup d'espèces animales, végétales et fongiques. Chaque espèce est en effet caractérisée, pour ces paramètres, par une « fourchette optimale » de vie avec un minimum et un maximum (extrema) de survie hors de laquelle l'individu meurt ou cesse certaines activités vitales (hibernation, estivation, enkystement, etc.). Des microclimats s'établissent dans certaines conditions géomorphologiques et d'albédo. Mais sur terre, le vivant par la transpiration et surtout par l'évapotranspiration du végétal, ou en émettant dans l'air des molécules capables de condenser l'eau de l'air, peut aussi contribuer à établir des microclimats significatifs (au profit d'une biodiversité plus élevée).
Ce phénomène est particulièrement marqué en forêt, non sans impacts sur la biodiversité et l'écosystème forestier. Inversement, labours, coupes rases ou artificialisation des sols (imperméabilisation et construction urbaine peuvent affecter négativement ces microclimats, ou en créer de nouveaux comme par exemple les bulles de chaleur urbaine).

## Importance écologique de la continuité thermohygrométrique
Dans un milieu naturel ou semi-naturel (agricole, jardin, espace vert urbain par exemple), toute sécheresse anormale de l'air a des effets de déshydratation mais aussi de destruction de molécules odorantes (odeurs de fleurs, odeurs sexuelles, odeurs de marquage de territoire, odeurs permettant par exemple à un prédateur de suivre une proie, odeurs d'excréments, de champignons, odeurs de sol, d'eaux naturelles vies ou stagnantes, odeurs de cadavres) et autres phéromones et hormones qui normalement dans la nature terrestre — hormis quand il fait très froid (l’air est alors souvent plus sec) — circulent massivement.
Cet effet (l'air sec perd son pouvoir à transporter vite et loin les odeurs naturelles) est à croiser avec un autre effet, négatif et connexe : quand il fait ensoleillé et sec, une partie de ces molécules (odeurs organiques, hormones, phéromones aériennes) est détruite, parfois au point d'émission ou peu après, par les UV solaires. Sachant que dans ce contexte (ensoleillé), surtout quand l'indice UV est élevé, on trouve aussi des polluants photochimiques dont l'ozone (superoxydant) qui ont aussi des effets délétères sur ces molécules, ainsi que sur les spores et propagules les plus vulnérables.

Le point de rosée, la temporalité et la géographie de la formation, la persistance de brumes et brouillards, dépendent des variations du continuum thermohygrométrique (et du vent qui interagit fortement avec ces paramètres). Or, la rosée a aussi une grande importance écologique, en particulier dans les régions où il ne pleut presque jamais ou rarement, de même que la condensation du brouillard
.

### Enjeux

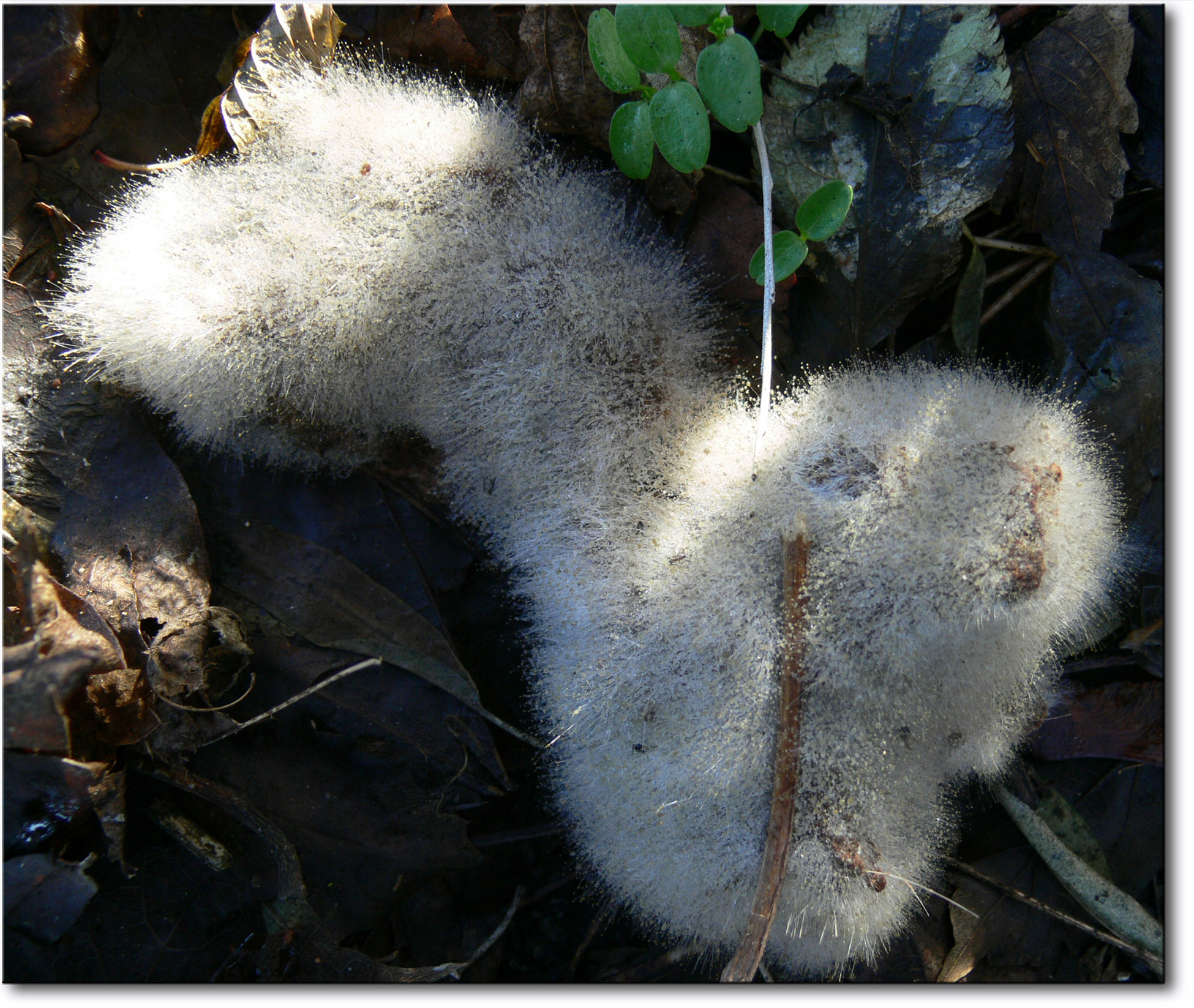
Excréments de chien activement décomposé par une moisissure (ici, en hiver, en zone tempérée). Les excréments se biodégradent bien plus vite dans un contexte humide propice à leur colonisation par des insectes coprophages et/ou des bactéries ou champignons décomposeurs. Des conditions particulières d'hygrométrie-température (le jour et/ou la nuit) sont nécessaires pour cette transformation qui est un enjeu sanitaire et pour le cycle du carbone et d'autres éléments.

- Les continuums thermohygrométriques sont probablement importants pour les risques d'incendie de forêt et d'autres milieux naturels, ainsi que pour la santé des végétaux.

- Les transferts thermohygrométriques sont responsables de phénomènes de condensation, moisissure, mauvaises odeurs ou ponts thermiques dans l'habitat humain, en particulier lors de rénovations ne les prenant pas ou mal en compte.
- Les continuums thermohygrométriques sont discrets, mais très importants en matière d'écologie du paysage. Pour une espèce terrestre donnée, un corridor biologique répond à des conditions thermohygrométriques particulières[2]. Or l'humidité relative de l'air dépend de l'évaporation, mais aussi et parfois surtout de l'évapotranspiration, deux facteurs pouvant être fortement modifiés par les activités humaines (imperméabilisation des sols, désherbage, drainage, irrigation, construction ou destruction de seuils sur les cours d'eau, etc.). Les stimuli thermohygrométriques, olfactifs et auditifs sont en effet des facteurs déterminants pour de nombreuses activités animales (réveil, sommeil, chasse, migration, reproduction, choix du lieu de ponte, maternage, etc.). L'odeur et de nombreuses molécules fragiles (phytohormones, phéromones, hormones de stress) sont mieux portées par l'air humide et bien plus loin (comme les sons d'ailleurs).

## Modifications anthropiques des conditions thermohygrométriques et leurs effets
- diverses modification du cycle de l'eau (drainage, irrigation, imperméabilisation des sols, stockage d'eau en barrage, etc.) ;
- le drainage ou l'arrosage ;
- l'artificialisation des milieux ;
- les effets thermiques de l'urbanisation (modification de l'albédo, bulle de chaleur urbaine exacerbée par la climatisation - ex ː durant la canicule de 2003, la température était plus chaude de presque 10 °C au centre de Paris par rapport aux espaces les plus frais de la périphérie de la conurbation) ;
- la fragmentation des forêts, les coupes rases et de manière générale la présence/absence de végétation active ; l'évapotranspiration est « rafraichissante » et la condensation sous forme de rosée est légèrement « réchauffante » en soirée pour l'air.

 Les défrichements, les coupes rases, la déforestation modifient les équilibres thermohygrométriques et les microclimats, en causant de phénomènes de fragmentation forestière et plus généralement de fragmentation écologique - en exposant des espèces qui ont besoin d'humidité à des barrières de zones déshydratées (parfois dénommée « barrières thermohygrométriques »), Watling et Braga ont ainsi montré que leur degré de résistance à la dessiccation explique la distribution des amphibiens dans un paysage de forêt tropicale fragmenté, sensibilité variant entre l'adulte et le tout jeune individu qui y est souvent plus vulnérable ; les anoures ont presque tous besoins de micromilieux très humides, tritons et salamandres également ;
- certaines formes d'agriculture, par exemple un champ cultivé sans couvert hivernal végétal, planté de blé ou de maïs, évapotranspire seulement durant la période de croissance des plantes, avec un arrêt brusque au moment de la récolte ; le brûlis de l'agriculture sur brûlis a aussi un effet de rupture brutale de l'évapotranspiration[réf. nécessaire] ;
- la déforestation ; l'eau évapotranspirée par la forêt amazonienne formerait des rivières volantes, dont le débit annuel dépasse celui de l'Amazone[7], cette évapotranspiration étant la principale source de pluie dans cette partie du monde, mais les incendies en Amazonie, en Afrique et à Java, Bornéo ou Sumatra les mettent en péril, au risque d'engendrer un cercle vicieux irréversible d'assèchement et de mort de la forêt.[réf. nécessaire]
- etc.